# Thamnotettix maculosus
Thamnotettix maculosus är en insektsart som beskrevs av Melichar 1902. Thamnotettix maculosus ingår i släktet Thamnotettix och familjen dvärgstritar. Inga underarter finns listade i Catalogue of Life.